# Jean-Pierre Fattal
Pour les articles homonymes, voir Fattal.
Jean-Pierre Fattal, né en 1953 à Beyrouth (Liban), est un économiste français et libanais. Il est le fils du photographe Louis Fattal et l'arrière-petit-fils de l'homme de lettres Joseph Elian Sarkis.

## Biographie
Jean-Pierre Fattal, fils de Louis Fattal et arrière petit-fils de Joseph Elian Sarkis, est arrivé en France en 1975 pour parfaire sa formation en économie politique et prospective. Au cours de sa vie active, il se tourne vers l'économie de la culture, domaine dans lequel sa contribution majeure fut la publication, en 1999, d'un Plaidoyer pour une Bibliothèque nationale du Liban, ouvrage qui prétend créer une dynamique en faveur d'une mise en chantier de la Bibliothèque nationale du Liban, laquelle verra le jour plus d'une quinzaine d'années plus tard.
À la suite de cette publication, soucieux de promouvoir une bonne conduite dans l'administration et une gestion claire et morale de la vie publique, il publie un essai intitulé "Petit Guide du Bon Gouvernement". Cette publication considère, en prodiguant alertes et conseils, les dangers qui guettent une personnalité publique dans l'exercice de ses fonctions.